# Normes de beauté coréennes
 (mai 2023).
La mise en forme du texte ne suit pas les recommandations de Wikipédia : il faut le « wikifier ».
Les points d'amélioration suivants sont les cas les plus fréquents. Le détail des points à revoir est peut-être précisé sur la page de discussion.
- Les titres sont pré-formatés par le logiciel. Ils ne sont ni en capitales, ni en gras.
- Le texte ne doit pas être écrit en capitales (les noms de famille non plus), ni en gras, ni en italique, ni en « petit »…
- Le gras n'est utilisé que pour surligner le titre de l'article dans l'introduction, une seule fois.
- L'italique est rarement utilisé : mots en langue étrangère, titres d'œuvres, noms de bateaux, etc.
- Les citations ne sont pas en italique mais en corps de texte normal. Elles sont entourées par des guillemets français : « et ».
- Les listes à puces sont à éviter, des paragraphes rédigés étant largement préférés. Les tableaux sont à réserver à la présentation de données structurées (résultats, etc.).
- Les appels de note de bas de page (petits chiffres en exposant, introduits par l'outil «  Source ») sont à placer entre la fin de phrase et le point final[comme ça].
- Les liens internes (vers d'autres articles de Wikipédia) sont à choisir avec parcimonie. Créez des liens vers des articles approfondissant le sujet. Les termes génériques sans rapport avec le sujet sont à éviter, ainsi que les répétitions de liens vers un même terme.
- Les liens externes sont à placer uniquement dans une section « Liens externes », à la fin de l'article. Ces liens sont à choisir avec parcimonie suivant les règles définies. Si un lien sert de source à l'article, son insertion dans le texte est à faire par les notes de bas de page.
- La présentation des références doit suivre les conventions bibliographiques. Il est recommandé d'utiliser les modèles {{Ouvrage}}, {{Chapitre}}, {{Article}}, {{Lien web}} et/ou {{Bibliographie}}. Le mode d'édition visuel peut mettre en forme automatiquement les références.
- Insérer une infobox (cadre d'informations à droite) n'est pas obligatoire pour parachever la mise en page.

Pour une aide détaillée, merci de consulter Aide:Wikification.
Si vous pensez que ces points ont été résolus, vous pouvez retirer ce bandeau et améliorer la mise en forme d'un autre article.

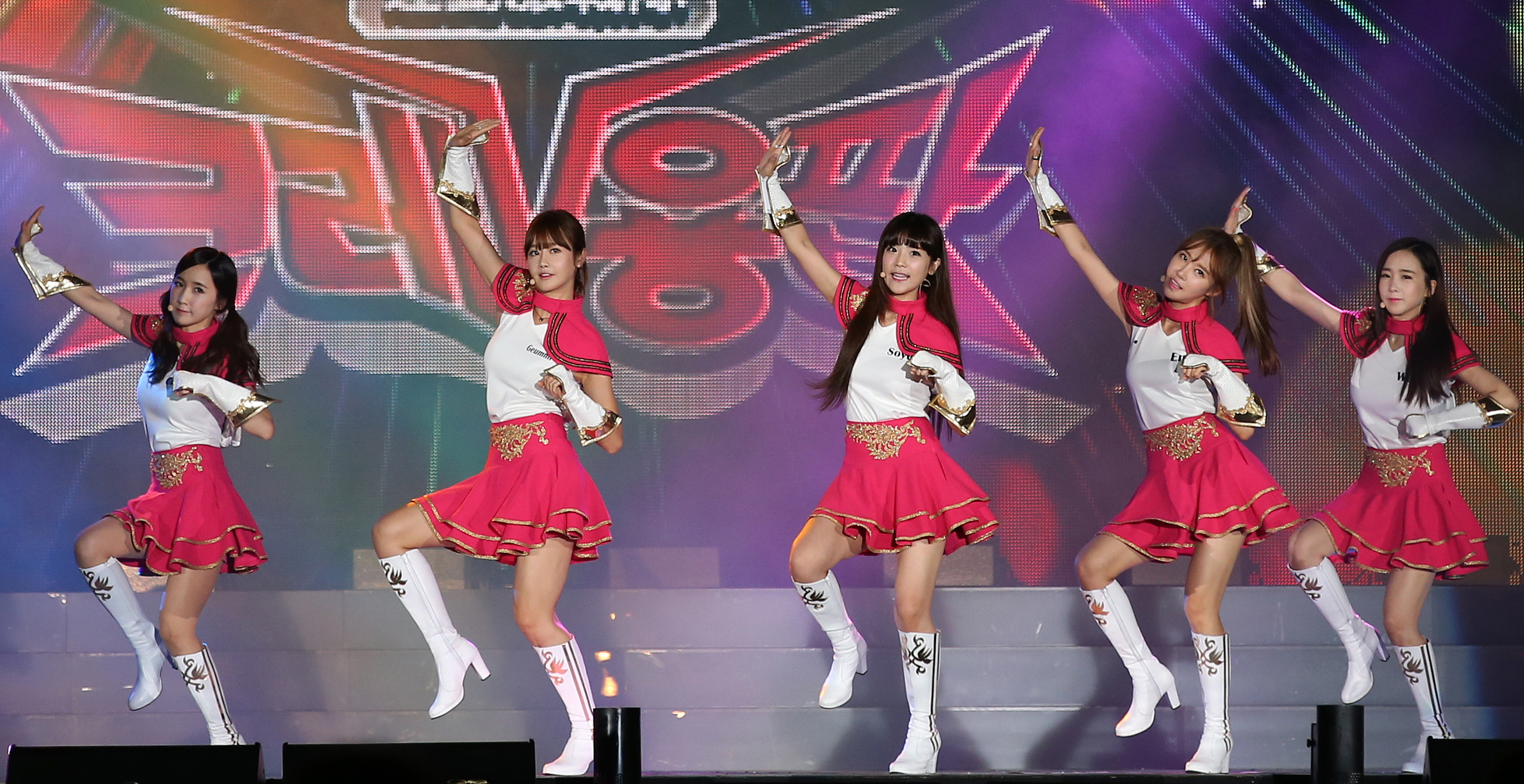
Les apparences physiques (corps mince et peau pâle) des idoles de la K-pop ont un impact sur les normes de beauté coréennes

Les normes de beauté coréennes sont devenues une caractéristique bien connue de la culture coréenne. En 2015, une enquête mondiale menée par la Société internationale de la chirurgie plastique a placé la Corée du Sud dans le top 10 des pays qui avaient le taux le plus élevé de chirurgies esthétiques. Les normes de beauté coréennes donnent la priorité à une silhouette mince, une peau rebondie, une mâchoire en forme de V, un teint clair, des sourcils droits, une peau lisse et de grands yeux. Les normes de beauté des yeux incluent l'aegyo-sal, un terme utilisé en Corée pour désigner les petits morceaux de graisse sous les yeux qui sont censés rajeunir une personne. La blépharoplastie asiatique est une chirurgie des paupières doubles (créant des plis de la paupière supérieure) pour faire paraître les yeux plus grands. Les normes de beauté coréennes sont largement influencées par les médias, notamment les actrices, les personnalités de la télévision et les stars de la K-pop. L'apparence des idoles de la K-pop a un impact énorme sur les normes de beauté en Corée.

## Pression culturelle
Une étude de 2008 a déterminé que 20% jeunes filles coréennes avaient subi une chirurgie plastique. Ce taux est nettement supérieur au taux moyen dans les autres pays. Une enquête Gallup Korea plus récente en 2015 a déterminé qu'environ un tiers des femmes sud-coréennes âgées de 19 à 29 ans affirmaient avoir subi une chirurgie plastique.
En Corée du Sud, il existe une forte pression sociale pour se conformer à la communauté et aux attentes sociales placées sur l'individu. Cela est évident dans la théorie de ce qui motive les hommes et les femmes coréens à lutter pour une norme de beauté stricte. Une étude de Lin et Raval de l'Université de Miami suggère que la pression pour avoir l'air "parfait" peut provenir d'un sentiment d'infériorité dans la communauté s'ils se considèrent moins attirants. Les résultats de cette étude particulière confirment les preuves antérieures de Keong Ja Woo, qui a analysé l'impact des normes de beauté en Corée, concernant la taille, le poids et les préférences faciales, sur leurs opportunités d'emploi.
La pression pour maintenir les normes de beauté se fait même sentir sur le marché du travail. Les entreprises demandent une photographie, la taille et parfois les antécédents familiaux du candidat dans le cadre du processus d'embauche. La beauté est souvent considérée comme un moyen de réussite socio-économique dans l'économie d'après-guerre rapidement modernisée de la Corée du Sud, qui a connu un taux de croissance de l'emploi lent après son boom économique. Cela a laissé la Corée avec une main-d'œuvre hautement qualifiée et instruite en concurrence pour une offre limitée d'opportunités d'emploi et de possibilités de mobilité sociale. Certains Coréens considèrent l'investissement dans la beauté, comme les cosmétiques, et les traitements de beauté médicaux, comme la chirurgie plastique, la dermatologie et la dentisterie esthétique, comme un véhicule de capital culturel pour prendre l'avantage sur leurs pairs pour le progrès économique et social.
La théorie de l'impact des normes de beauté occidentales sur la société coréenne est controversée. Certains auteurs soutiennent que les standards de beauté coréens modernes sont influencés par l'Occident, tandis que d'autres rejettent cette hypothèse et se réfèrent aux standards de beauté coréens comme à une "apparence" nationale traditionnellement vue dans l'art coréen précolonial. Plusieurs études ont rapporté des taux plus élevés d'insatisfaction corporelle chez les garçons et les filles coréens que chez les garçons et les filles vivant aux États-Unis,, notez également que ces études ne tiennent pas compte de la stature plus mince et plus petite des coréens par rapport aux Occidentaux. En plus de cela, Jung et Lee ont observé qu'il y avait plus de modèles conformes aux idéaux de beauté minces dans les magazines sud-coréens que dans les magazines américains. Une pression culturelle plus élevée pour se conformer aux idéaux du corps mince en Corée du Sud peut être responsable du taux plus élevé de dysmorphie corporelle et de troubles de l'alimentation chez les hommes et les femmes coréens.

De plus, alors que la Corée du Sud a vu son revenu réel par habitant augmenter de plus de 20 fois et est désormais classée parmi les 20 premières économies du monde avec une croissance continue, il y a eu parallèlement une augmentation de la visibilité des droits des femmes dans ce pays. Cependant, avec la croissance de la vision et le changement social chez les femmes, il est intéressant d'observer que ce changement s'accompagne "immédiatement d'une augmentation de l'insatisfaction corporelle et des troubles alimentaires". Cela pourrait s'expliquer par une théorie socioculturelle, à savoir la théorie de l'objectivation, qui affirme :
"Toute évolution vers l'égalité des sexes qui menace la stabilité du patriarcat conduira inévitablement à une insistance accrue sur des normes de beauté irréalistes et à une pression accrue pour respecter ces normes. Une telle pression peut être appliquée efficacement comme un moyen d'opprimer les femmes et de maintenir un contrôle patriarcal, car des normes irréalistes comme celles-ci minent la confiance des femmes et détournent leur attention de leurs capacités personnelles vers un regard plus général et superficiel sur leur apparence physique."
D'autres facteurs culturels tels que le confucianisme pur et dur dans la société coréenne ont été considérés comme un facteur important. La philosophie de Confucius a fortement influencé les rôles et les normes de genre en Corée, et certains de ses enseignements ont été appliqués même dans toute la Corée moderne. L'accent mis sur les rôles de genre, avec les femmes soumises et les hommes dominants, a provoqué une société patriarcale à partir de ces principes philosophiques, qui peuvent avoir influencé les normes de beauté. Les femmes sont plus susceptibles d'examiner et de modifier leur corps et leur visage pour répondre aux normes de beauté prédites par la théorie de l'objectivation des femmes en tant que des "objets". Cela soulève le constat que des normes de beauté irréalistes peuvent être dues à des sociétés hautement patriarcales qui ne promeuvent que des rôles de genre rigides, ce qui se reflète alors dans l'influence du confucianisme religieux dans l'histoire coréenne. Il pourrait y avoir un autre facteur culturel tel que certains traits du visage menant à la malchance encouragent l'individu coréen à la chirurgie plastique.

## Produits de beauté
En 2015, la Corée du Sud a exporté plus de 2,64 milliards de dollars de produits cosmétiques contre environ 1,91 milliard de dollars en 2014. Certains des produits les plus réputés utilisés dans la beauté coréenne sont les crèmes anti-imperfections (BB), les crèmes correctrices de couleur (CC), les sérums, les essences, les ampoules, les masques aux algues et les gommages. Les produits de beauté coréens comportent des ingrédients que l'on ne trouve pas couramment dans les produits occidentaux tels que l'extrait d'escargot. En 2011, une BB crème qui n'était auparavant disponible qu'en Chine a été lancée aux États-Unis, et en 2014, le marché américain de la BB crème a atteint environ 164 millions de dollars.
L'idéal pour les femmes coréennes est d'avoir une peau "rosée", c'est-à-dire lisse, hydratée, nette, protégeant du soleil et brillante. Chok-Chok fait référence à une peau rebondie et humide ; taeng-taeng décrit une peau ferme et lisse. La routine de soins de la peau rosée est assez différente du concept occidental consistant à utiliser du maquillage pour couvrir les imperfections. Alors que le maquillage occidental utilise le contour du visage pour essayer de changer l'apparence de la structure osseuse du visage, le maquillage rosé coréen cherche à améliorer l'apparence de la peau, créant un aspect "naturel".

## Chirurgie plastique

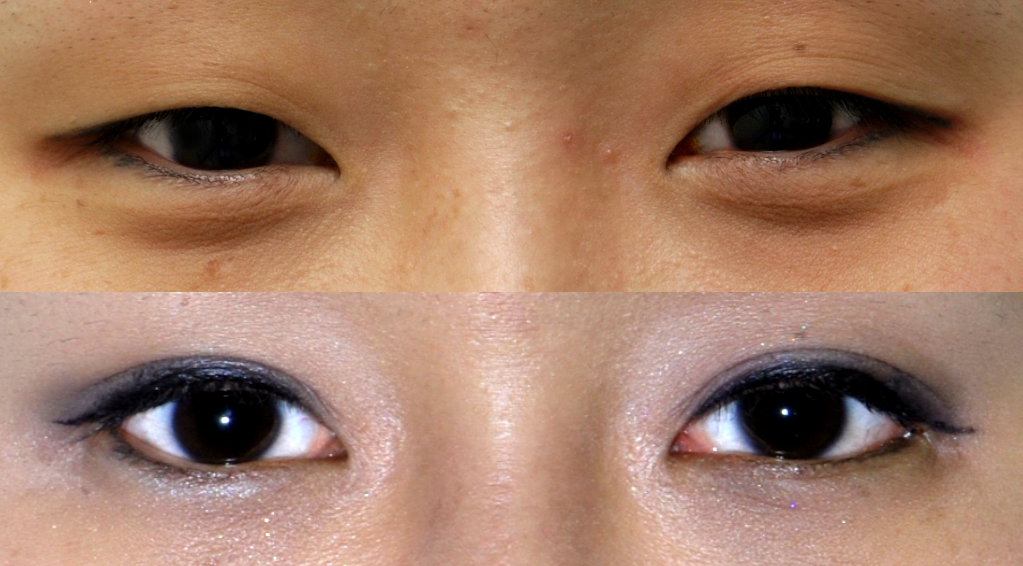
Exemple de chirurgie coréenne des doubles paupières

La Corée du Sud est souvent appelée "capitale mondiale de la chirurgie plastique" en partie à cause de son statut de destination abordable pour les touristes cosmétiques chinois, russes et américains,,, cependant un grand nombre de pays du l'hémisphère occidental a également été surnommé la "capitale mondiale de la chirurgie plastique". La chirurgie plastique en Corée du Sud n'est pas aussi stigmatisée qu'en Occident et est même un cadeau de fin d'études courant. La chirurgie plastique la plus populaire parmi les Coréens est la chirurgie oculaire et la chirurgie d'élimination des rides, tandis que les Caucasiens en Corée ont tendance à avoir une réduction du nez, suivie d'une chirurgie oculaire. L'attrait des procédures cosmétiques populaires chez les sud-coréens est parfois attribué aux influences occidentales, mais d'autres auteurs rejettent ce point de vue et soutiennent qu'elles représentent la poursuite d'un "beau look extérieur" caractéristique de la nation coréenne. La chirurgie en V (réduction de la mâchoire et du menton) et la chirurgie de réduction des pommettes (zygome) sont utilisées pour modifier le contour du visage. Ces chirurgies sont typiquement communes chez les célébrités qui doivent souvent subir ces changements dans leurs pommettes, leur mâchoire et leur menton, le but ultime étant de créer un visage ovale. Il a été noté que de nombreux étrangers d'origine occidentale ont cherché la chirurgie plastique en Corée pour ressembler à des célébrités coréennes,.
Le motif de la chirurgie plastique a été débattu dans toute la société coréenne. Holliday et Elfving-Hwang suggèrent que la pression pour réussir dans le travail et le mariage est profondément enracinée dans la capacité à gérer son corps, qui est influencée par la beauté. Alors que les sociétés de mariage et même les demandes d'emploi demandent des photos d'individus, il est inévitable que les sud-coréens se sentent obligés de subir une chirurgie plastique pour atteindre la "beauté naturelle",
La Corée du Sud a également connu une augmentation du tourisme médical de la part de personnes qui recherchent l'expertise d'un chirurgien dans le remodelage des os du visage. Les chirurgiens coréens ont avancé la mise en forme des os du visage avec l'ostéotomie et d'autres chirurgies, et a publié le premier livre sur la chirurgie de remodelage osseux du visage. Il y a eu une augmentation de 17% des ventes de chirurgie esthétique de 1999 à 2000, atteignant près de 170 milliards de ₩ (won sud-coréen), soit 120 millions de euros.
En Corée du Sud, ce sont les idoles stagiaires qui subissent le plus de chirurgie plastique, et il existe une culture où les agences de divertissement imposent la chirurgie plastique quelle que soit la volonté de la personne. "Environ 90 des chanteurs et des idoles stagiaires de la télévision semblent avoir subi une chirurgie plastique." Won-jun Yoon, directeur de la clinique de chirurgie plastique Migo, a déclaré : "Maintenant, la chirurgie plastique est devenue un cours essentiel que les adolescents qui rêvent de devenir des célébrités doivent suivre avant leurs débuts. Les chirurgies les plus courantes qu'ils reçoivent sont le remodelage du visage et l'élimination des graisses. Le directeur Bae Jun-seong de JK Plastic Surgery a déclaré: "Pour le visage, il existe de nombreux cas de réduction sur les yeux, le nez et la chirurgie de remodelage du visage en tant qu'ensemble."

### Histoire
David Ralph Millard, diplômé des facultés de médecine de Yale et de Harvard, a été recruté par le Corps des Marines des États-Unis en tant que chirurgien plasticien en chef en Corée du Sud. Il voulait suivre les traces de son mentor, Monsieur Harold Gillies, en offrant une chirurgie plastique reconstructive aux soldats, enfants et autres civils blessés pendant la guerre de Corée. Millard observait des moyens d'effectuer des chirurgies reconstructives sur les brûlés afin de reformer les sourcils des patients chez lesquels il avait un intérêt inhabituel pour l'étude de l'œil, de l'orbite et du pli de la paupière.
Il désirait modifier sa structure oculaire "orientale" pour un look plus "occidental". Millard n'a pas été en mesure de trouver un patient volontaire jusqu'à ce qu'un interprète coréen sollicite à endurer l'opération des yeux qui avaient un "aspect plus rond", déclarant que "à cause du strabisme de ses yeux bridés, les américains ne pouvaient pas dire ce qu'il pensait et par conséquent ne lui faisait pas confiance", dans laquelle Millard était d'accord avec son sentiment. Millard a ensuite trouvé l'inspiration pour ouvrir la voie à ses propres recherches sur la chirurgie des doubles paupières alors qu'il ne trouvait aucune critique traduite.
Bien que la chirurgie des doubles paupières ait été pratiquée auparavant en petit nombre au Japon, à Hong Kong et en Corée, la création de Millard a changé la dynamique et les techniques de la chirurgie plastique en Corée. Millard a déclaré qu'il voulait réduire "l'asianisme" en agrandissant l'arête du nez en ajoutant du cartilage au nez et en élargissant les yeux en supprimant les plis internes des yeux pour que les yeux paraissent plus grands et plus longs. Il élimine également l'excès de graisse des paupières pour créer une seule paupière et suturer l'excès de peau de la paupière pour créer un double pli de la paupière. De nombreuses chirurgies plastiques de cette nature ont été pratiquées sur divers Coréens à cette époque et, avant de quitter le pays, ont formé de nombreux médecins locaux à ses techniques.

## Libération du mouvement du corset
Après le mouvement #MeToo, lorsque les femmes ont partagé leurs histoires d'agressions sexuelles et de harcèlement, les coréennes ont commencé à remettre en question leurs normes de beauté et ont créé le mouvement "Libération du corset". Son nom vient de l'idée que l'oppression des femmes par la société est comme être attachée dans un corset. Les femmes coréennes se sont tournées vers les médias sociaux avec des normes de beauté irréalistes qui les obligent à passer des heures à se maquiller et à suivre des régimes intensifs de soins de la peau, impliquant souvent dix étapes ou plus. Certaines femmes coréennes ont détruit leur maquillage, se sont coupées les cheveux et ont refusé la pression de la chirurgie,. L'objectif du mouvement est de créer un espace permettant aux femmes coréennes de se sentir à l'aise avec elles-mêmes et de laisser la pression sociale ne pas limiter leur identité. Les critiques du mouvement pensent que les femmes peuvent faire leurs propres choix de se maquiller ou non.

## Normes de beauté masculine
Alors que les attentes beauté des femmes sont souvent plus élevées que celles des hommes, la Corée du Sud se démarque par les standards imposés aux hommes. La Corée du Sud est devenue l'une des capitales mondiales de la beauté masculine. Contrairement à l'Occident, il existe encore une idée fausse selon laquelle l'industrie coréenne de la beauté est uniquement axée sur les femmes. Le maquillage n'est pas considéré comme un produit spécifique au genre, et la Corée du Sud fait fièrement la promotion de nombreuses marques et produits pour hommes. L'une des raisons de cette norme est la culture musicale pop coréenne ou la K-Pop. Dans l'hémisphère occidental, la population a une compréhension différente de l'attractivité des hommes.
Les hommes coréens sont très intéressés par une peau blanche, lisse et claire. La coloration et le coiffage réguliers des cheveux sont également une habitude. La silhouette doit être androgyne plutôt que trop musclée. Les hommes portent des tenues aux coupes très élégantes et les doubles paupières sont très courantes à la suite de la chirurgie esthétique. Les hommes coréens choisissent souvent de se faire opérer pour obtenir un nez plus haut avec des traits du visage plus petits et plus minces.
"Au cours de la dernière décennie, les hommes sud-coréens sont devenus les plus dépensiers au monde en produits de santé et de beauté." Entre 2011 et 2017, le marché s'est amélioré de 44 %. L'industrie cosmétique sud-coréenne génère près de 9,3 milliards d'euros de ventes annuelles. L'industrie tente d'amplifier son attirance pour les jeunes hommes dans la vingtaine. Les équipes marketing des entreprises de cosmétiques ont aussi étendu des stratégies pour ramasser de nouveaux clients pour leurs gammes de produits en constante évolution. Les grands événements sportifs tels que les matchs de baseball répandent des publicités sur les soins de la peau en raison du grand nombre de clients possibles, ce qui fait de l'événement une bonne opportunité commerciale.
Dans un pays où chaque homme doit faire son service militaire, cela peut même servir à attirer des clients potentiels. Une société basée en Corée du Sud a lancé une gamme de maquillage pour les soldats en service actif qui comprend de l'extrait de feuille de thé pour apaiser et rafraîchir la peau.